# Michel Ramírez
Michel Gonzalo Ramírez Lara (Rancagua, VI Región del Libertador Bernardo O'Higgins, Chile) es un exfutbolista chileno. Jugaba en la posición de defensa en el Deportes Limache de la Primera B de Chile.

## Trayectoria
Formado en las divisiones inferiores del Santiago Wanderers de Valparaíso, comenzó jugando como un puntero izquierdo y participando en amistosos del primer equipo durante el 2013 para luego dar el salto a este de forma definitiva en el Clausura 2014 siendo citado a la banca en un partido de su club frente a Audax Italiano.

## Clubes
| Deportes Tocopilla · Chile          |               |               |    |    |    |    |    |    |    |    |
| 1ª                                  | 2015-C        | --            | -- | -- | -- | -- | -- | -- | -- |    |
| Total club                          | Total club    | --            | -- | -- | -- | -- | -- | -- | -- |    |
| Total carrera                       | Total carrera | Total carrera | -- | -- | -- | -- | -- | -- | -- | -- |
| (1) Incluye datos de la Copa Chile. |               |               |    |    |    |    |    |    |    |    |